# Intersecție (matematică)

Intersecția a două mulțimi (diagramă Venn).

În matematică, intersecția A ∩ B a două mulțimi A și B este mulțimea care conține toate elementele din A care aparțin și lui B (sau, echivalent, toate elementele din B care aparțin și lui A), dar nu și alte elemente.
Pentru explicarea simbolurilor folosite în acest articol, se poate consulta tabelul de simboluri matematice.

## Definiția de bază
Intersecția a două mulțimi A și B, notată cu A ∩ B, este mulțimea tuturor obiectelor care sunt membre ale ambelor mulțimi, A și B.
Simbolic,
{\displaystyle A\cap B=\{x|x\in A{\text{ and }}x\in B\}.}
Adică, x este un element al intersecției A ∩ B dacă și numai dacă x este element al lui A și element al lui B.
De exemplu:
- Intersecția între mulțimile {1, 2, 3} și {2, 3, 4} este {2, 3}.
- Numărul 9 nu este în intersecția mulțimii numerelor prime {2, 3, 5, 7, 11, ...} cu mulțimea numerelor impare⁠(d) {1, 3, 5, 7, 9, 11, ...}, pentru că 9 nu este prim.

Intersecția este o operație asociativă; adică, pentru orice mulțimi A, B, și C, avem că A ∩ (B ∩ C) = (A ∩ B) ∩ C. Intersecția este și comutativă; pentru orice A și B, A ∩ B = B ∩ A. Astfel, are sens să vorbim despre intersecții de mai multe mulțimi. Intersecția dintre A, B, C, și D, de exemplu, este descrisă complet prin scrierea A ∩ B ∩ C ∩ D.
În interiorul unui univers U se poate defini complementul Ac al lui A ca mulțimea tuturor elementelor din U care nu fac parte din A. Acum, intersecția dintre A și B poate fi scrisă ca un complement al reuniunii complementelor lor, relație care se obține cu ușurință din legile lui De Morgan:

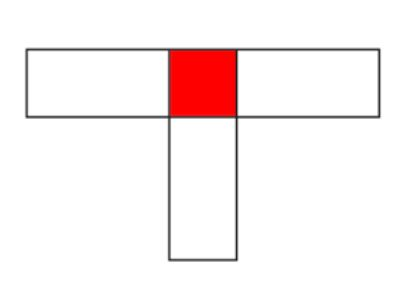
Intersecția a două suprafețe perpendiculare

A ∩ B = (Ac ∪ Bc)c

### Intersecția și mulțimile disjuncte
Spunem că A intersectează B într-un element x dacă x aparține lui A și B. Spunem că A intersectează B dacă A intersectează B în cel puțin un element. A intersectează B dacă intersecția lor este nevidă.
Spunem că A și B sunt disjuncte dacă A nu intersectează B, adică  ele nu au elemente în comun. A și B sunt disjuncte dacă intersecția lor este vidă, notată cu {\displaystyle \varnothing }.
De exemplu, mulțimile {1, 2} și {3, 4} sunt disjuncte, în timp ce mulțimea numerelor pare intersectează mulțimea multiplilor lui 3 în multiplii lui 6.
În geometrie două drepte paralele sunt mulțimi disjuncte de puncte.
Orice mulțime se poate scrie ca reuniune a unor mulțimi disjuncte două câte două, acestea formând partiții ale mulțimii respective. Mai departe acest rezultat este încorporat în teoria probabilităților, de exemplu în teorema lui Bayes.

## Intersecții arbitrare
Cea mai generală noțiune este intersecția unei colecții arbitrare nevide de mulțimi.
Dacă M este o mulțime nevidă ale cărei elemente sunt ele însele mulțimi, atunci x este un element din intersecția lui M , dacă și numai dacă pentru fiecare element A din M, x este un element al lui A. Simbolic:
{\displaystyle }
Notația pentru acest ultim concept poate varia considerabil. Teoreticienii mulțimilor vor scrie uneori „⋂M”, în timp ce alții vor scrie în schimb „⋂O∈M O”.
Acesta din urmă notație pot fi generalizate la „⋂i∈I Oi”, cu referire la intersecția colecției {Ai : i ∈ I}.
Aici I este o mulțime nevidă a, și Ai este o mulțime pentru fiecare i în I.
În cazul în care mulțimea index I este o mulțime de numere naturale, se poate întâlni și notația similară cu cea a unui produs infinit:
{\displaystyle }
Când formatarea este dificilă, aceasta se poate scrie și „A1 ∩ A2 ∩ A3 ∩ ...”. Acest ultim exemplu, o intersecție a unui număr infinit numărabil de mulțimi, este de fapt foarte frecventă; de exemplu, vedeți articolul despre σ-algebre.

## Intersecție nulară

Conjuncții de argumente în paranteze
Conjuncția niciunui argument este tautologia (spre comparație:); în consecință, intersecția niciunei mulțimi este.

În secțiunea precedentă a fost exclus cazul în care M este vidă (∅). Motivul este următorul: intersecția colecției M este definită ca mulțimea
{\displaystyle }
Dacă M este vidă, atunci nu există mulțimi A în M, deci, întrebarea este: „care x-uri a satisfac condiția enunțată?” Răspunsul pare să fie orice x posibil. Când M este vidă, condiția de mai sus este un exemplu de adevăr vid⁠(d). Deci intersecția familiei vide ar trebui să fie mulțimea universală⁠(d) (elementul neutru al operației de intersecție) 
În teoria standard a mulțimilor (ZFC), mulțimea universală se consideră că nu există. O soluție pentru această problemă poate fi găsită observând că intersecția peste o mulțime de mulțimi este întotdeauna o submulțime a reuniunii peste acea mulțime de mulțimi. Acest lucru poate simbolic fi scris ca
{\displaystyle }
Prin urmare, definiția poate fi ușor modificată în
{\displaystyle }

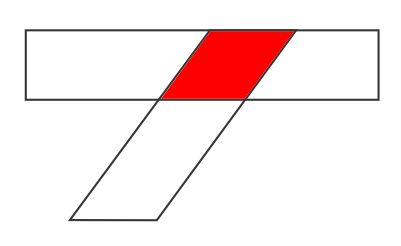
Intersecția a două suprafețe oblice

Acum, dacă M este vid, nu există nicio problemă. Intersecția este vidă, deoarece reuniunea peste mulțimea vidă este mulțimea vidă. În fapt, aceasta este operațiunea care ar fi fost definită în primul rând, dacă mulțimea ar fi fost definită în ZFC, deoarece cu excepția operațiunilor definite prin axiome (de exemplu, mulțimea părților⁠(d) unei mulțimi), fiecare mulțime trebuie să fie definită ca submulțime a unei alte mulțimi sau prin înlocuire⁠(d).